# Stoke Bruerne
Stoke Bruerne ist ein Dorf und ein Civil Parish in West Northamptonshire, England, etwa 16 km nördlich von Milton Keynes und 11 km südlich von Northampton.

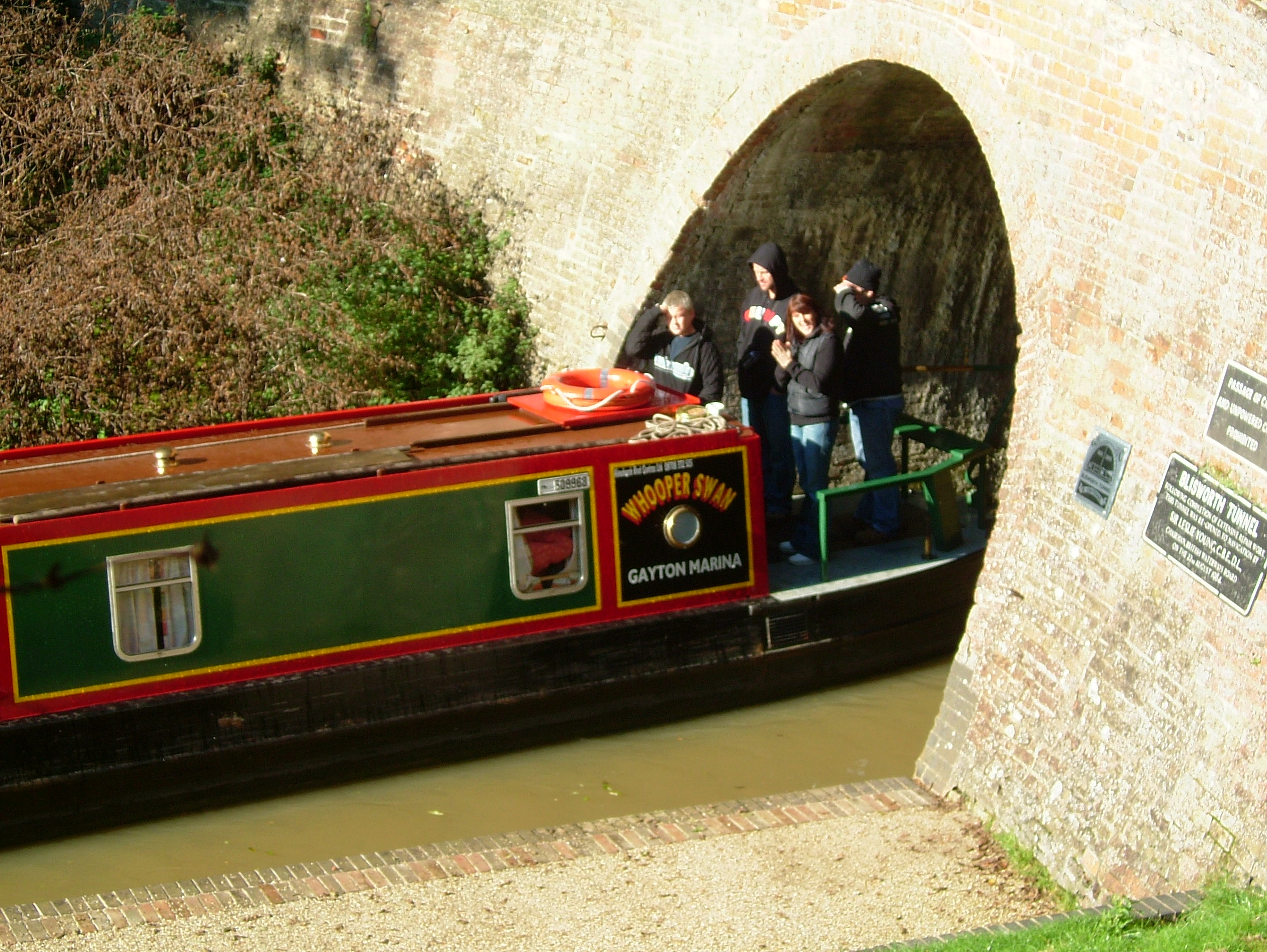
Narrowboat bei der Ausfahrt aus dem Südportal des Blisworth Tunnel direkt nördlich von Stoke Bruerne

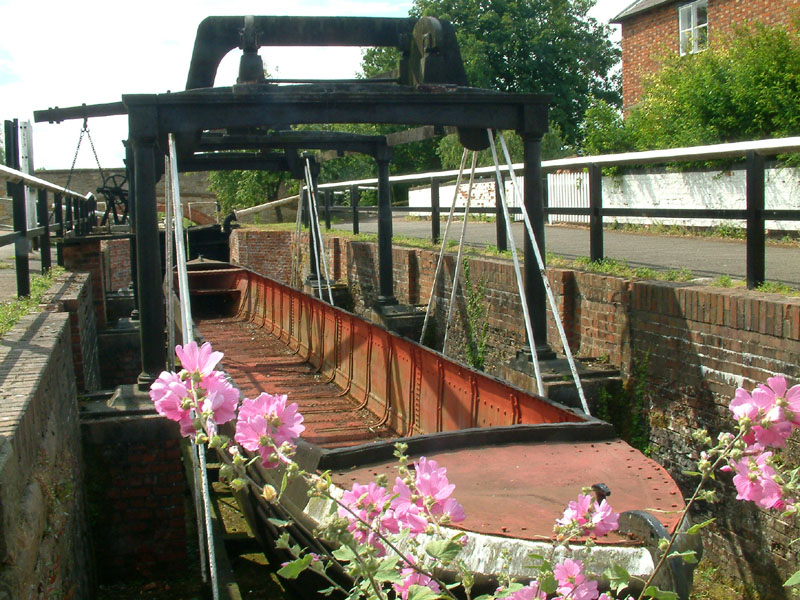
Bootswiegeanlage in Stoke Bruerne, ursprünglicher Standort war der Glamorganshire Canal

Bei der Volkszählung von 2011 hatte der Ort 373 Einwohner.

## Geographie
Der Ort liegt am Grand Union Canal.

## Geschichte
Stoke Bruerne wurde 1086 im Domesday Book als „Stoche“ erwähnt, so viel wie „außenliegende Farmstätte oder Weiler“. Die Form „Stokbruer“ wurde 1254 als Suffix der Familie Briwere benutzt, die das Manor House besaß. Das Dorf besteht aus zahlreichen Cottages mit traditionellem Feldsteinen und Reetdächern.
Derzeit (2025) wird der Parish von West Northamptonshire verwaltet. Vor der Verwaltungsreform 2021 in England gehörte das Dorf zum Tove Ward, benannt nach dem River Tove, im District Council of South Northamptonshire.
Der nahegelegene Herrensitz Stoke Park an der Shutlanger Road ist für die Öffentlichkeit gelegentlich im August geöffnet, doch sind von dem Hauptgebäude nur die beiden Seitenflügel im Osten und Westen erhalten – diese sind als Stoke Park Pavilions bekannt.

## Kultur und Tourismus

### Wanderwege
Zahlreiche öffentliche Fußwege durchkreuzen das Gebiet um Stoke Bruerne. Einer davon führt unter anderem zu Grafton Regis. Andere Fußwege in und um Northampton sind auf der County Council Right of way Website genannt.

### Kanalmuseum
In dem Dort befindet sich eines der drei Museen, die dem Canal & River Trust gehören und von diesem betrieben werden (die beiden anderen befinden sich in Ellesmere Port und den Gloucester Docks).

### Blisworth Tunnel
Etwa 800 m nördlich des Ortes ist das Südportal des Blisworth Tunnel, der vom Ort aus über eine Wanderung entlang des Treidelpfades an der östlichen Seite des Kanals erreicht werden kann. (Die Westseite des Kanals ist entweder Privatgrundstück oder nicht zugänglich.) Der Tunnel hat eine Länge von 3075 Yard (2812 Meter) und ist der längste frei befahrbare Schifffahrtstunnel in Europa. Der Tunnel wurde in Anerkennung seines Wertes für die Industriekultur am 22. August 2014 vom Transport Trust mit einem „Red Wheel“ ausgezeichnet. Dieser Tag markierte den 30. Jahrestag der Wiedereröffnung des Tunnels im Jahr 1984. Die Auszeichnung wird in einer Schlosserei in Stoke Bruerne aufbewahrt.

### Touristische Einrichtungen
Es gibt am Kanal zwei Pubs, The Boat Inn und The Navigation, die beide Mahlzeiten und Getränke servieren. Das Restaurant The Spice of Bruerne, bietet Speisen auch zum Mitnehmen an. Das Dorf zieht das ganze Jahr Besucher an, insbesondere während der Sommermonate. Das Parken ist, abgesehen für Anwohner stark eingeschränkt; die Dorfstraßen sind allesamt mit doppelter gelber Linie markiert, sind also mit Halteverbot belegt. Es gibt einen öffentlichen Parkplatz mit Parkscheinen in der Nähe des Museums (£3 tagsüber oder 50p nach 18 Uhr). Die Parkeinschränkungen werden stark überwacht. Es gibt die Möglichkeiten zu Bootsfahrten. Meistens ist rund um den Tunnel reger Bootsverkehr zu beobachten.

## Naturschutz
Im November 2007 war das Gebiet des Villages und seine Umgebung, einschließlich von Stoke Park, Gegenstand ausgiebiger Konsultation des South Northants Council. Dokumentationsmaterial, Karten, Bilder und historische Dokumente sind auf der Website des South Northants Councils verfügbar.

## Eisenbahn
Stoke Bruerne hatte seine eigene Bahnstation an der Stratford-upon-Avon and Midland Junction Railway (SMJR) und wurde als Stoke Bruern falsch benannt. Diese überquerte unweit des Ortes in der Nähe dessen Südportals den Blisworth Tunnel. Das Empfangsgebäude existiert noch am Ortsende an der Straße nach Blisworth und wurde in ein Wohnhaus umgebaut. Die Eisenbahntrasse ist noch erkennbar und der frühere Bahnsteig noch sichtbar. Entlang der Straße nach Blisworth gibt es unweit davon noch eine Straßenbrücke über die Bahnstrecke. Die Bahnstrecke führte östwärts zur West Coast Main Line und weiter nach Bedfordshire.

## Film
Das Dorf war wie Blisworth Schauplatz in dem Spielfilm Painted Boats (1945) der Ealing Studios, der am Ende des Zweiten Weltkrieges von Charles Crichton inszeniert wurde.

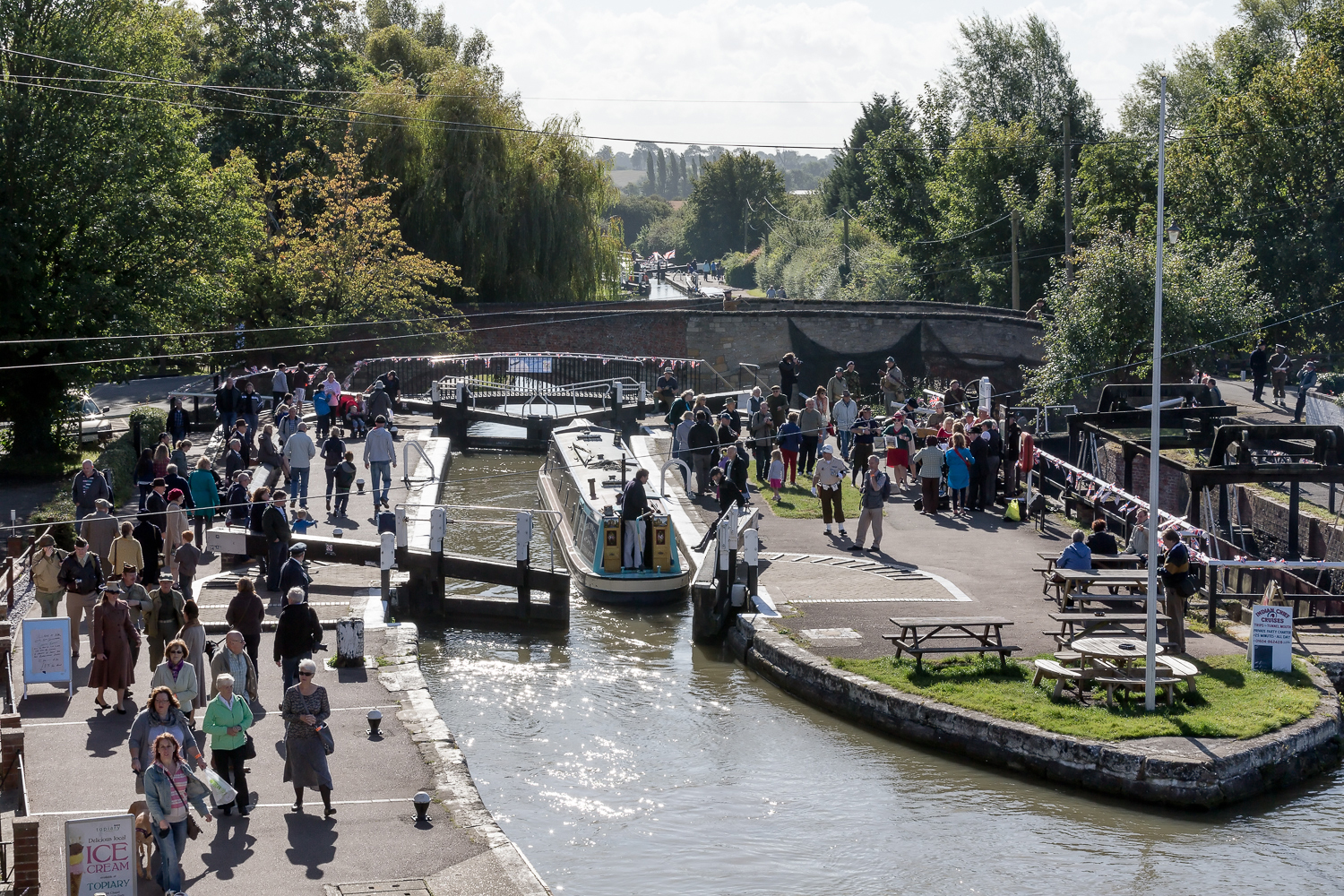
Szene aus dem fünften Jahr des „Village at War“-Wochenendes

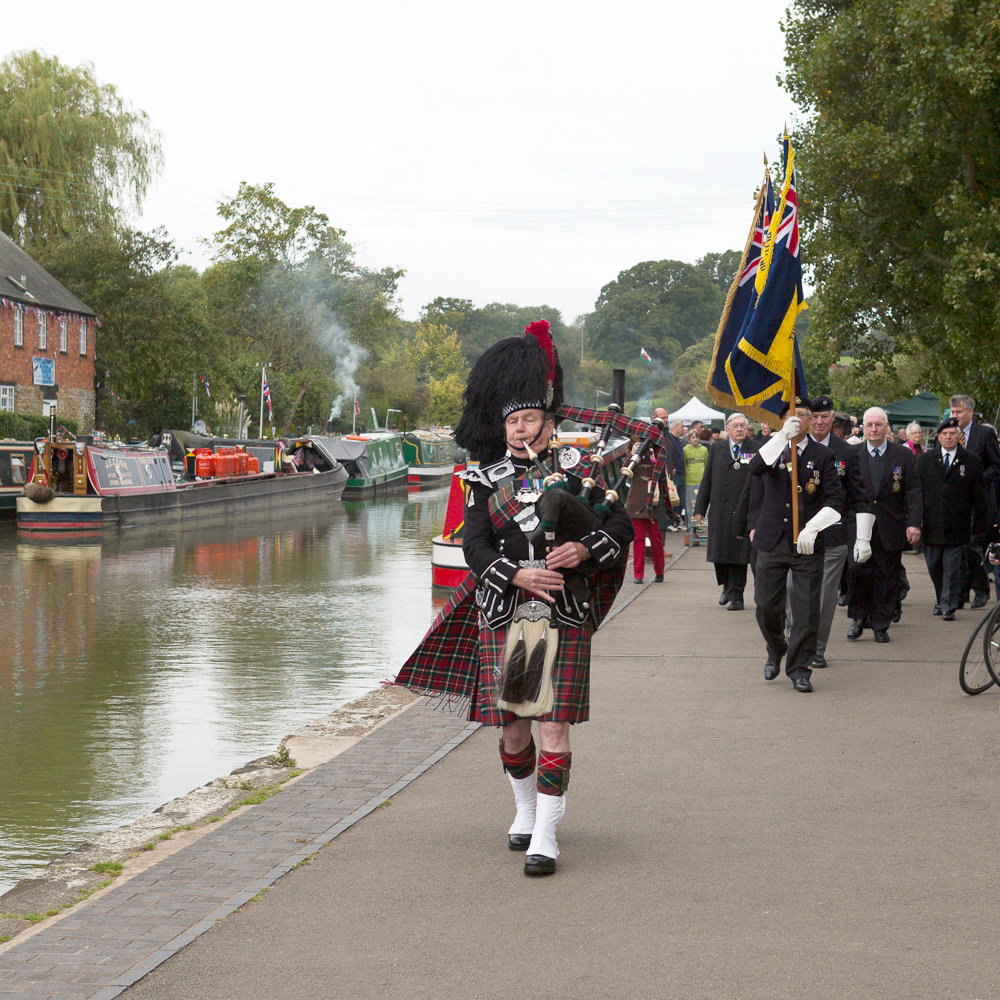
Eine Erinnerungsveranstaltung findet in Stoke Bruerne jährlich statt.

## Belege
1. ↑  SNC: South Northamptonshire Council Year Book 2010-2011. South Northamptonshire District Council, Towcester 2010, S. 39.
2. ↑  Civil Parish population 2011. In: Neighbourhood Statistics. Office for National Statistics, abgerufen am 10. Juli 2016 (englisch).
3. ↑  Stoke Bruerne and Grafton Regis footpaths. Ehemals im Original (nicht mehr online verfügbar); abgerufen am 8. Juni 2008 (englisch). (Seite nicht mehr abrufbar. Suche in Webarchiven)
4. ↑  Northamptonshire Rights of Way. Archiviert vom Original am 28. März 2008; abgerufen am 15. Mai 2025 (englisch).
5. 1 2  Stoke Bruerne Conservation Area Consultation November 2007 - Main Document. Archiviert vom Original am 8. Januar 2009; abgerufen am 15. Mai 2025 (englisch).
6. ↑  Stratford upon Avon and Midland Junction Railway. Archiviert vom Original am 11. Dezember 2008; abgerufen am 15. Mai 2025 (englisch).
7. ↑  Stoke Bruerne. Internet Movie Database, abgerufen am 16. Mai 2025.